# Repubblica Socialista Sovietica Autonoma Moldava
La Repubblica Socialista Sovietica Autonoma Moldava (in moldavo: Република Аутономэ Советикэ Cочиалистэ Молдовеняскэ; in romeno Republica Autonomă Sovietică Socialistă Moldovenească), abbreviata in RSSA Moldava, fu una repubblica autonoma della Repubblica Socialista Sovietica Ucraina fra il 12 ottobre 1924 e il 2 agosto 1940, che comprendeva la moderna Transnistria (divenuta in seguito parte della Moldavia; de facto uno Stato secessionista) e territori che oggi fanno parte dell'Ucraina.

## Creazione
La creazione della repubblica autonoma iniziò con una lettera siglata da Grigore Kotovski, Alexandru Bădulescu, Pavel Tcacenco, Solomon Tinkelman (Timov), Alexandru Nicolau, Alter Zalic, Ion Dic Dicescu (conosciuto anche come Isidor Cantor), Theodor Diamandescu, Teodor Chioran, e Vladimir Popovici; tutti firmatari erano attivisti bolscevichi (molti dei quali provenienti dalla Bessarabia). La costituzione della repubblica divenne oggetto di controversia. Per il commissario sovietico per le relazioni estere Čičerin l'istituzione sarebbe stata prematura ed avrebbe portato ad una "espansione dello sciovinismo rumeno". D'altra parte, Kotovski pensava che una nuova repubblica avrebbe aiutato a diffondere l'ideologia comunista nella vicina Bessarabia, con la possibilità di penetrare in Romania e nell'intera regione balcanica. Il 7 marzo 1924 fu deciso cautelarmente di creare un'Oblast' Autonoma Moldava nella Repubblica Socialista Sovietica Ucraina.

## Capi di Governo
Revkom
- Ottobre 1924 – aprile 1925 Griogriy Stary (anche Borisov)

Commissari del Popolo Sovietico
- 25 aprile 1925 – maggio 1926 Aleksey Stroyev
- maggio 1926 – 1928 Griogriy Stary
- 1928 – aprile 1932 Sergei Dmitriu
- Aprile 1932 – giugno 1937 Griogriy Stary (arrestato il 22 giugno 1937)
- Luglio 1938 – ? Fyodor Brovko
- Febbraio 1939 Georgiy Streshny